# Vuelo 830 de Pan Am
El Vuelo 830 de Pan Am fue un vuelo desde el Aeropuerto Internacional de Narita en Tokio, Japón, hasta el Aeropuerto Internacional de Honolulu en Hawái. El 11 de agosto de 1982, el Boeing 747-121 que prestaba servicio al vuelo, apodado "Clipper Ocean Rover", se dirigía a Hawái cuando el avión fue dañado por una bomba que se había colocado a bordo. A pesar del daño al avión, el Capitán James E. O'Halloran III de Spokane, Washington pudo aterrizar en Honolulu de manera segura. Una persona murió, mientras 273 sobrevivieron, 16 de ellos resultaron heridos.

## Vuelo
En el momento de la explosión, el avión estaba aproximadamente a 225 kilómetros al noroeste de Hawái, navegando a 36.000 pies (11.000 m) con 270 pasajeros y 15 tripulantes a bordo. La bomba, que había sido colocada debajo de un cojín del asiento, mató a Toru Ozawa, de 16 años, un ciudadano japonés. La explosión también hirió a otras 16 personas (incluidos los padres de Ozawa) y causó daños en el piso y el techo. El avión permaneció en el aire e hizo un aterrizaje de emergencia en Honolulu sin más pérdidas de vidas.

## Luego del accidente
La bomba fue colocada por Mohammed Rashed, un jordano vinculado a la Organización del 15 de mayo. En 1988, fue arrestado en Grecia, juzgado, condenado por asesinato y sentenciado a 15 años de prisión. Fue puesto en libertad condicional en 1996 después de cumplir ocho años. Más tarde fue extraditado a los Estados Unidos desde Egipto en 1998 para ser juzgado. En 2006, como parte de un acuerdo de declaración de culpabilidad, fue sentenciado a otros siete años en una prisión federal. Según su acuerdo con los fiscales estadounidenses para proporcionar información sobre otros complots terroristas, fue liberado de prisión en marzo de 2013, pero a partir de marzo de 2014 aún permanecía en un centro federal de detención de inmigrantes en el estado de Nueva York en espera de deportación.
Husayn Muhammad al-Umari también fue acusado del bombardeo del vuelo 830 de Pam Am y en 2009 fue incluido en la lista de los más buscados del FBI.  El 24 de noviembre de 2009, el Departamento de Estado anunció que estaba ofreciendo una recompensa de hasta $ 5 millones para Abu Ibrahim, que ahora tiene aproximadamente 73 años. La recompensa anterior de $200.000 no había producido resultados.
El avión fue puesto nuevamente en servicio por Pan American World Airways y permaneció en funcionamiento para varios transportistas hasta principios de la década de 1990.

## En la cultura popular
Sirvió como escenario para la película la decisión ejecutiva de 1996 para la ficticia Oceanic Airlines.